# Valinomycin
Valinomycin ist ein Cyclodeca-Depsipeptid und zählt zu den Makrolid-Antibiotika. Es wird von mehreren Arten von Streptomyceten (z. B. Streptomyces fulvissimus) produziert.

## Struktur
Valinomycin besteht aus den enantiomeren Aminosäuren L-Valin und D-Valin sowie den Hydroxysäuren L-Lactat und D-Hydroxyisovalerat. 
Die cyclische Struktur, bestehend aus der dreifach repetitiven Tetra-Depsipeptid-Einheit [–L-Lac–L-Val–D-Hiv–D-Val–]3, bildet einen symmetrischen Ring mit 36 Atomen aus wechselnden Amid- und Ester-Bindungen.

## Eigenschaften
Valinomycin ist ein Ionophor, das selektiv Kalium-Ionen transportiert. Dabei wird K+ in einer käfigartigen Struktur komplexiert und so durch die Zellmembran transportiert. Durch diese Transportvorgänge bricht das Membranpotential zusammen und die Zelle stirbt ab.
Die Komplexbildungskonstante für den Kalium-Valinomycin-Komplex beträgt 106, während sie für den Natrium-Valinomycin-Komplex lediglich bei 10 liegt. Dieser große Unterschied (Selektivität) ist für die Transportvorgänge in biologischen Systemen von großer Wichtigkeit.

## Verwendung
Die meisten Elektroden zum Nachweis von Kaliumionen nutzen die spezifische Komplexierung von Kaliumionen durch Valinomycin, welches in einer Konzentration von etwa 0,7 % in eine Kunststoffmembran eingebettet ist.